# نادي فوكستون
نادي فوكستون هو نادي كرة قدم بريطاني أٌسس عام 1894.